# Chácara (Brésil)
Pour les articles homonymes, voir Chacara.
Chácara est une municipalité brésilienne de l'État du Minas Gerais et la microrégion de Juiz de Fora.